# Popol Vuh (Ginastera)
Pour les articles homonymes, voir Popol Vuh (homonymie).
Popol Vuh: The Creation of the Mayan World Op. 44, est un poème symphonique composé par Alberto Ginastera, composé entre 1975 et 1983.

## Histoire
L'œuvre est commandée par Eugene Ormandy pour le Philharmonia Orchestra. Elle s'inspire du Popol Vuh, un texte maya racontant le mythe de création du monde chez les Mayas Quiché. 
La partition est restée inachevée, la neuvième et dernière partie n'étant pas écrite du fait de la mort du compositeur le 25 juin 1983. Eugene Ormandy meurt en 1985, et l'œuvre est oubliée. C'est la pianiste Barbara Nissman qui retrouve la partition et qui la montre au chef d'orchestre Leonard Slatkin,.
L'œuvre a été créée le 7 avril 1989 par l'orchestre symphonique de Saint-Louis sous la direction de Leonard Slatkin.

## Mouvements
1. La noche de los tiempos
2. El nacimiento de la Tierra
3. El Despertar de la naturaleza
4. El grito de la creación
5. La gran lluvia
6. La ceremonia mágica del maíz
7. El sol, la luna y las estrellas
8. El amanecer de la humanidad[4]